# حاجز مخاطي معوي

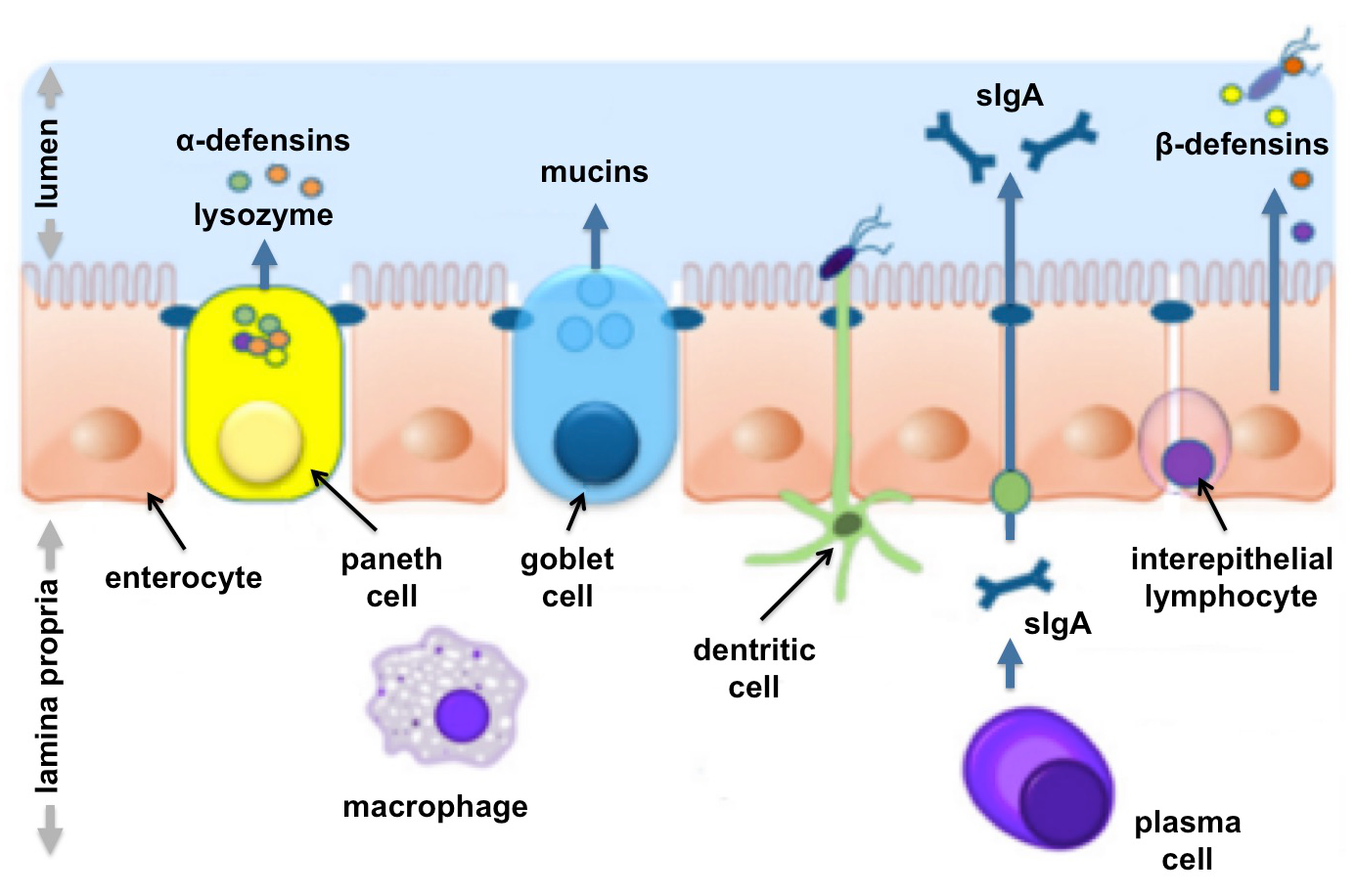
العناصر الفيزيائية والكيميائية الحيوية والمناعة للحاجز المخاطي المعوي.

يشير الحاجز المخاطي المعوي، الذي يسمى أيضًا الحاجز المعوي، إلى قدرة الغشاء المخاطي المعوي على الإبقاء على المحتويات اللمعية غير المرغوب فيها داخل الأمعاء مع الحفاظ على قدرته على امتصاص العناصر الغذائية. يمنع الفصل الذي يوفره هذا الحاجز بين الجسم والأمعاء الانتقال غير المنضبط للمحتويات اللمعية إلى الجسم. يحمي الأنسجة المخاطية والدورة الدموية من التعرض للجزيئات المسببة للالتهابات، مثل الكائنات الحية الدقيقة والسموم والمستضدات، ويُعتبر ذلك دورًا حيويًا مهمًا للحفاظ على صحة الجسم. يسبب خلل حاجز الغشاء المخاطي المعوي العديد من الحالات المَرضية مثل: الحساسية الغذائية، والعدوى، ومتلازمة القولون العصبي، والداء المعوي الالتهابي، وأمراض الاضطرابات الهضمية، ومتلازمة التمثيل الغذائي، ومرض الكبد الدهني اللاكحولي، والسكري، والصدمة الإنتانية.

## المكونات
الحاجز المخاطي المعوي هو بنية غير متجانسة تتكون من عناصر فيزيائية وكيميائية حيوية وعناصر مناعية يطورها الغشاء المخاطي المعوي نفسه. البنية الأساسية هي الطبقة الظهارية المعوية، التي توفر الفصل المادي بين التجويف المعوي والجسم. يؤدي إفراز الجزيئات المختلفة في التجويف إلى تعزيز وظيفة الحاجز على الجانب الخارجي للظهارة، بينما توفر مجموعة متنوعة من الخلايا المناعية حماية إضافية تحت الطبقة الظهارية.

### العناصر الفيزيائية

#### طبقة (طبقات) المخاط
يشكل المخاط طبقة (أو طبقات، مثل القولون) تفصل الجزء الأكبر من محتويات اللمعة عن ظهارة الأمعاء. يتكون المخاط من هلام مائي عالي الغلكزة، والذي يتكون بدوره من جزيئات الميوسين التي تفرزها الخلايا الكأسية. يمنع المخاط الجزيئات الكبيرة من الاتصال بطبقة الخلايا الظهارية بينما يسمح للجزيئات الصغيرة بالمرور. يسهل المخاط أيضًا مرور محتويات اللمعة على طول الأمعاء، ويحمي الخلايا الظهارية من الإنزيمات الهاضمة، ويمنع الاتصال المباشر للكائنات الحية الدقيقة بالطبقة الظهارية.

#### ظهارة الأمعاء
ظهارة الأمعاء هي المكون الأول للحاجز المخاطي المعوي. يتكون من طبقة من الخلايا الظهارية المبطنة للأمعاء. يعد التحكم الدقيق في المسار الخلوي (طريق لنقل الجزيئات بين الخلايا) أمرًا حاسمًا لتشكيل حاجز فعال. يؤمن الموصل الخلوي الذي تشكل نتيجة معقدات بروتينية ركبتها كل خلية على حدة سد الفراغ بين الخلايا المتجاورة. بالإضافة إلى وظيفتها الوقائية، تتحكم الظهارة المعوية في الامتصاص الانتقائي للأيونات المفيدة والمغذيات والمواد الأخرى من التجويف المعوي إلى الجسم.

#### مجهريات البقعة
يعتبر البعض الأنواع الميكروبية المتعايشة التي تسكن الأمعاء جزءًا من حاجز الغشاء المخاطي المعوي. قد تؤثر هذه الكائنات الحية الدقيقة على وظيفة الحاجز بشكل مباشر عن طريق تحفيز تكاثر الخلايا الظهارية وإفراز الإنترلوكين 8، وبشكل غير مباشر عن طريق إنتاج أحماض دهنية قصيرة السلسلة تعد مصدرًا مهمًا للطاقة للخلايا الظهارية في القولون.

### العناصر الكيميائية العضوية

#### الصفراء والحمض المعدي
تملك الصفراء (أو عصارة المرارة) التي ينتجها الكبد للمساعدة في هضم الدهون خصائص مبيدة للجراثيم. قد يقتل الحمض المعدي الذي تنتجه المعدة أيضًا الكائنات الحية الدقيقة. يساهم كلاهما في وظيفة الحاجز المعوي على الرغم من أنهما لا يُفرزان من الغشاء المخاطي المعوي.

#### ديفينسين
تفرز الخلايا الظهارية الإفرازية المتخصصة التي تسمى خلايا بانيت كميات كبيرة من إلفا ديفينسين البشري في التجويف المعوي عند الأصحاء.

#### الليزوزيم
الليزوزيم هو جزيء دفاعي آخر تفرزه خلايا بانيت في اللمعة المعوية.

#### البروتين المجدد المشتق من جزيرة 3 غاما أو ريغ 3غاما (Reg3γ)
ريغ 3 غاما عبارة عن ليكتين مضاد للبكتيريا تفرزه خلايا بانيت. يمنع الكائنات الحية الدقيقة من التلامس مع الطبقة الظهارية.

### العناصر المناعية

#### الببتيدات المضادة للميكروبات
تفرز خلايا بانيت الببتيدات المضادة للميكروبات (AMPs)، وهي مجموعة متنوعة من الجزيئات التي تقتل البكتيريا والفطريات في التجويف المعوي.

#### الغلوبولين المناعي الإفرازي أ (sIgA)
تفرز الخلايا البلازمية الموجودة في الصفيحة المخصوصة الغلوبولين المناعي الإفرازي أ وتنقله الخلايا الظهارية المعوية إلى التجويف. يحجب هذا الغلوبولين المستقبلات الظهارية عن مسببات الأمراض، وبالتالي يمنع ارتباطها بالخلايا الظهارية.

#### المناعة الخلوية
توجد مجموعة متنوعة من الخلايا المناعية في الصفيحة المخصوصة تحت ظهارة الأمعاء. وتشمل هذه الخلايا المتغصنة (DCs)، والخلايا البالعة، والخلايا الليمفاوية داخل الظهارة (IEL)، والخلايا التائية ال منظمةT (T Regs)، والخلايا تي المساعدة، والخلايا البائية، والخلايا البلازمية. توفر هذه المجموعة حماية مناعية تتميز بالكشف السريع وقتل الكائنات الحية الدقيقة التي تخترق ظهارة الأمعاء.

## الأهمية السريرية
قد تؤدي إصابات وأمراض الحاجز المخاطي المعوي إلى مرور الميكروبات والمنتجات الميكروبية والمستضدات الأجنبية إلى الغشاء المخاطي والجسم. مما سيسبب تنشيط جهاز المناعة وإفراز المركبات الالتهابية. بعض الاستجابات المناعية قد تسبب بدورها تلفًا خلويًا يؤدي إلى المزيد من الخلل الوظيفي في الحاجز. ارتبطت عيوب وظيفة الحاجز المخاطي المعوي وانتقال الميكروبات ومنتجاتها مع مجموعة متنوعة من الحالات، والتي يعتقد أن بعضها يتطلب أيضًا استعدادًا وراثيًا. وقد ينتج عن ذلك اضطرابات مناعية ذاتية معوية وخارج معوية. يُعتقد أن ضعف الحاجز المعوي شرط مسبق ومفاقم للعديد من أمراض المناعة الذاتية والالتهابات، بما في ذلك الحساسية الغذائية وأمراض الأمعاء الالتهابية والداء المعوي الالتهابي والسكري.

### الحساسية الغذائية
قد يكون ضعف الحاجز المعوي عاملًا حاسمًا في حدوث التحسس المستضدي وصدمة الحساسية التي تتوسطها الخلايا البدينة والغلوبولين المناعي هـ في حالات الحساسية الغذائية. يعتمد تطور الحساسية الغذائية على تلامس المستضد مع مكونات الجهاز المناعي المخاطي. مما يؤدي إلى تنبيه المستضد وحث الخلايا التائية المساعدة وإنتاج كميات كبيرة من الغلوبولين المناعي هـ الخاصة بالمستضد الغذائي. الفرضية هنا هي أن ضعف الحاجز المعوي يؤدي إلى عبور المستضدات الغذائية للحاجز المعوي، والتلامس مع الجهاز المناعي المخاطي، وتحفيز استجابة مناعية خاصة بمستضد معين.
يرتبط انخفاض وظيفة الحاجز المعوي مع شدة الأعراض التي يعاني منها المصابون بالحساسية الغذائية. يمكن إجراء اختبار اتحدي الفموي عبر إعطاء مسببات الحساسية وقياس نسبة اللاكتولوز/المانيتول في البول (مقياس لنفاذية الأمعاء).

### داء الأمعاء الالتهابي
أحد الفرضيات المؤخرة لسبب داء الأمعاء الالتهابي (IBD) هي تدخل ثلاثة عوامل أساسية: 1) تدهور وظيفة الحاجز المعوي، 2) انتقال محتويات اللمعة إلى الصفيحة المخصوصة وتعرضها اللاحق للخلايا المناعية، 3) وجود استجابة مناعية غير طبيعية. على الرغم من أن ضعف الحاجز المعوي متورط بشكل واضح في تطور داء الأمعاء الالتهابي، لكن لا يعلم العلماء بعد سبب بدء دورة المرض الذاتية التي تؤدي إلى تفاقم المرض. يوجد مجموعة متزايدة من الأدلة التي تشير إلى زيادة نفاذية الأمعاء كعامل أساسي مسبب لإمراضية داء الأمعاء الالتهابي.